# Кадырова, Лариса Хамидовна
Лари́са Хами́довна (также Никола́евна) Кады́рова (укр. Лариса Хамидівна (Миколаївна) Кадирова; род. 10 сентября 1943 года, Ташкент, Узбекская ССР, СССР) — советская и украинская актриса театра и кино, театрально-общественный деятель. Народная артистка УССР (1982).

## Биография
Родилась 10 сентября 1943 года в Ташкенте. Окончила драматическую студию при Львовском украинском драматическом театре имени М. К. Заньковецкой (1963, мастерская Бориса Тягно) и Киевский институт театрального искусства имени И. К. Карпенко-Карого (1981).
В 1963—1993 годах работала в Львовском украинском драматическом театре имени М. К. Заньковецкой. Параллельно с работой в театре училась на искусствоведческом факультете Института живописи, скульптуры и архитектуры имени И. Е. Репина.
С 1993 года — актриса Национального украинского драматического театра имени И. Я. Франко и театра «Созвездие».
С 1993 года — президент международной благотворительной организации «Международный институт театра» (Украинский центр). В 1992—2000 годах — заместитель главы Национального союза театральных деятелей Украины.
С 1998 — профессор Национальной музыкальной академии имени П. И. Чайковского.
Автор и ведущая ряда передач на телеканале Культура (Киев).
В 1998 году основала Международный фестиваль античного искусства «Боспорские агоны» (Керчь, Симферополь); возглавляла его жюри. С 2004 года — арт-директор международного фестиваля женских монодрам «Мария». Будучи председателем правления благотворительной организации «Шевченковский фонд — XXI век», выступала координатором Всеукраинского фестиваля-конкурса для детей и молодёжи «Шевченко в моём сердце».

## Театральные роли

### Львовский украинский драматический театр имени М. К. Заньковецкой
- «Маклена Граса» Н. Кулиша — Маклена.
- «Каменный хозяин» Леси Украинки — Донна Анна.
- «Чайка» А. П. Чехова — Нина Заречная.
- «Мария Заньковецкая» И. А. Рябокляча — Мария Заньковецкая (спектакль находился в репертуаре театра 22 года и был показан около 600 раз).
- «Знаменосцы» по О. Гончару — Шура Ясногорская.
- «Тартюф» Мольера — Эльмира.
- «Федра» Ж. Расина — Федра.

### Национальный академический драматический театр имени Ивана Франко
- «Росмерсгольм» Г. Ибсена — Ребекка.
- «Крошка Цахес» Э. Гофмана — Фея.
- «Три сестры» А. Чехова — Ольга.
- «Брат мой, Чичиков» Н. Гоголя — Коробочка.
- «Приданое любви» Г. Г. Маркеса — Габриэла.
- «Адвокат Мартиан» Леси Украинки — Альбина.
- «Мама» С. Виткевича — Юзефа.
- «…Быть…» А. Казанчяна.
- «Все мы — кошки и коты» М. Залите — Зента.

Моноспектакли:
- «Сара Бернар — наперекор всему» З. Хшановского, Л. Кадыровой — Сара Бернар.
- «Старая женщина высиживает» Т. Ружевича — Женщина.

## Фильмография
- 1978 — «Искупление чужих грехов» — Анна
- 1983 — «Три гильзы от английского карабина»
- 1990 — «История пани Ивги»
- 1991 — «Мина Мазайло»; «Голод-33»; «Дальше полета стрелы»
- 1991 — «Нам колокола не играли, когда мы умирали» — женщина-страдалица
- 1993 — «Западня»
- 1994 — «Амур и демон»
- 1994 — «Царевна» — госпожа Марко

## Награды и премии
- Народная артистка УССР (1982).
- Театральная премия имени М. К. Заньковецкой (1995).
- Заслуженный деятель искусств Автономной Республики Крым (2001)[4].
- Национальная премия Украины имени Тараса Шевченко (2009) — за галерею женских образов в моноспектаклях и вклад в развитие украинского театрального искусства.
- Орден «За заслуги» III степени (2014)[5][6].